# Sportvagns-VM 1973
Sportvagns-VM 1973 vanns av Matra.

## Delsegrare
| Bana            | Vinnare                          | Märke          |
| --------------- | -------------------------------- | -------------- |
| Daytona         | Hurley Haywood Peter Gregg       | Porsche        |
| Vallelunga      | Henri Pescarolo Gérard Larrousse | Matra          |
| Dijon           | Henri Pescarolo Gérard Larrousse | Matra          |
| Monza           | Brian Redman Jacky Ickx          | Ferrari        |
| Spa             | Derek Bell Mike Hailwood         | Mirage         |
| Targa Florio    | Herbert Müller Gijs van Lennep   | Porsche        |
| Nürburgring     | Brian Redman Jacky Ickx          | Ferrari        |
| Le Mans         | Henri Pescarolo Gérard Larrousse | Matra F1\Matra |
| Zeltweg 1000 km | Henri Pescarolo Gérard Larrousse | Matra          |
| Watkins Glen    | Henri Pescarolo Gérard Larrousse | Matra          |

## Märkes-VM
| Plats | Märke   | Poäng |
| ----- | ------- | ----- |
| 1     | Matra   | 124   |
| 2     | Ferrari | 115   |
| 3     | Porsche | 82    |
| 4     | Mirage  | 49    |
| 5     | Lola    | 36    |